# Buliminopsis
Buliminopsis es un género de foraminífero bentónico considerado homónimo posterior de Buliminopsis Heude, 1890, de estatus incierto, y sinónimo posterior de Ataxophragmium de la subfamilia Ataxophragmiinae, de la familia Ataxophragmiidae, de la superfamilia Ataxophragmioidea, del suborden Ataxophragmiina y del orden Loftusiida. Su especie tipo es Buliminopsis conulus. Su rango cronoestratigráfico abarcaba el Liguriense o Rupeliense superior (Oligoceno inferior).

## Discusión
Clasificaciones previas incluían Buliminopsis en el suborden Textulariina del orden Textulariida o en el orden Lituolida.

## Clasificación
Buliminopsis incluía a las siguientes especies:
- Buliminopsis abbreviatus †
- Buliminopsis beresowskii †
- Buliminopsis buliminoides †
- Buliminopsis certa †
- Buliminopsis chineensis †
- Buliminopsis conoidius †
- Buliminopsis conulus †
- Buliminopsis incerta †
  - Buliminopsis incerta krejcii †
- Buliminopsis potanini †
- Buliminopsis quaternarius †
- Buliminopsis substraminnea †
- Buliminopsis takarai †
- Buliminopsis varians †
- Buliminopsis vittata †